# Voděrady, Blansko
Voděrady là một làng thuộc huyện Blansko, vùng Jihomoravský, Cộng hòa Séc.